# 小林信吾
小林 信吾（こばやし しんご、1958年8月22日 - 2020年10月4日）は、日本の作曲家、編曲家、音楽プロデューサー。東京都中央区出身。玉川大学卒業。

## 経歴
玉川大学在学中よりキーボード奏者として活動。1991年、KANのシングル「愛は勝つ」で日本レコード大賞を受賞。
1990年～1992年にかけて、テレビ東京系「タモリの音楽は世界だ」にて、斉藤ノヴをバンマスとしたホストバンド「NOBU-SONS」の第1期キーボーディストとしてレギュラー出演。「デジタモドン」のコーナーでは問題のプログラミング、出題時のオペレーターを担当。
1994年、自身初のソロアルバム『THE BORDERLAND』を東芝EMIからリリース。
1999年4月発売のつんく♂プロデュース浜崎あゆみシングル7作目の『LOVE〜Destiny〜/LOVE〜since 1999〜』(「浜崎あゆみ／浜崎あゆみ & つんく」名義)の編曲を前嶋康明と共同で担当した。この曲で浜崎あゆみは「シングル曲オリコンランキング初登場一位」を獲得した。
2001年には浜崎あゆみの音楽監督に就任。同年、友成好宏とのピアノデュオユニット「Maochica」結成、およびフュージョングループ「Vibes」を結成。2004年からは平原綾香のプロデューサーを務める。さらに、沢田研二、角松敏生、中島みゆき、中原めいこ、森川美穂等のレコーディングとライブツアーに参加。
2017年6月24日、精密検査の結果、食道癌と診断され、休養。手術、療養を経て、同年10月より活動を再開。
2019年、25年ぶりとなる2作目のソロアルバム『soliloquy』をSugar Candy Recordsから配信限定で発表、10月5日には富山エフエム放送で初のラジオ番組『小林信吾のSoliloquy ～夜のひとりごと～』が放送開始された。
2020年、癌の転移が見つかり療養に専念するためラジオ番組を休演するが、10月4日夜に自宅で死去したことが公式サイトで公表された。62歳没。

## ディスコグラフィ

### アルバム
|     | タイトル       | 発売日        | 曲目 | レーベル                 |
| --- | -------------- | ------------- | --- | ------------------------ |
| 1st | THE BORDERLAND | 1994年12月7日 | 01. SOFT&LIQUID 02. GOLDEN LADY (Featuring CHIKUZEN SATOH) 03. FEELINGS (Featuring CANDEE) 04. A NIGHT IN TUNISIA 05. ALONE AGAIN (NATURALLY) (Featuring KAN) 06. GIVE ME A BREAK 07. YOUR SONG 08. IT'S TOO LATE (Featuring KIYOTAKA SUGIYAMA) 09. RONNIE、WHERE ARE YOU? 10. BURN 11. SOFT&LIQUID (REPRISE) 12. MOTHER (Featuring TOSHIKI KADOMATSU) | 東芝EMI / TMファクトリー |
| 2nd | soliloquy      | 2019年7月12日 | 01. Midnight Sun 02. Cruising Altitude 03. The Look Of Love 04. Woman In Red Dress 05. Here's That Rainy Day 06. Touch Of Spring In The Air 07. epilogue | Sugar Candy Records      |

## 主な楽曲提供アーティスト
あ行
- 浅香唯
  - 風のWings（編曲）
  - 舞い姫（編曲）
- 伊藤かずえ
  - GROWING UP（編曲）
- 石嶺聡子
  - 風を感じたい（編曲）
  - LOVE & DREAM（編曲）
  - くもりのち晴れ（編曲）
  - Fight（編曲）
  - 涙はいらない（編曲）
  - 20th Door（編曲）
  - Asian Dream（編曲）
  - Liberty Girl（編曲）
  - Shine（編曲）
  - 幸福ドミノ（編曲）
  - 恋じゃ情けない（編曲）
  - そっと…じっと…きっと…ずっと（編曲）
  - 私らしく（編曲）
  - 神様に感謝して（編曲）
  - 今しかない“ありがとう”（編曲）
  - CONFESSION CONFUSION（編曲）
  - リトル・ロマンス（編曲）
  - まぼろしなんかじゃない （編曲）
  - You don't know（編曲）
  - IMAGINATION（作曲・編曲）
- 今井美樹
  - The lady wants to know（編曲）
  - Snow falling thick and slow（編曲）
  - Lovin' you（編曲）
  - Superstar（編曲）
- 今井優子
  - Any Game You Like（編曲）
  - 孤独のモーニング・デュー（編曲）
  - 想いはノーメイク（編曲）
  - さよならもひめやかに（編曲）
- Wink
  - MOVIN' ON（編曲）
  - 三日月の夜の小鳥たち（編曲）
  - あなたへの想い（編曲）
  - 愛を込めて（編曲）
- オールナイターズ
  - 女子大生にまかせなさい!!（編曲）
- 太田貴子
  - HURRY UP!（編曲）
  - 未来は君の中に（編曲）
  - GIRLFRIEND（編曲）
  - Thanks（編曲）
  - 抱きしめたい今夜は（編曲）
  - 虹を渡る少年（編曲）
  - GET TOMORROW（編曲）
  - マネキン（編曲）
  - WITH YOU（編曲）
  - SEE YOU AGAIN（編曲）
- 大竹しのぶ
  - かまっておんど（編曲）
- 小川範子
  - Chime（編曲）
- 荻野目洋子
  - 待ちきれない瞳（編曲）
  - 扉はミラクル（編曲）
  - Julia（編曲）
  - PRELUDE TO "A" KISS（編曲）
  - 素直な恋（編曲）
- 奥華子
  - 年上の彼（編曲）
  - 足跡（編曲）
- 尾崎亜美
  - 春の予感 -I've been mellow-（編曲）
  - 月の浜辺 〜マヤマヤ・ビーチ〜（編曲）
  - あなたの空を翔びたい（編曲）
  - 風を見つめて（編曲）
  - Lady（編曲）
  - 地中海ドリーム（編曲）
  - パステル ラヴ（編曲）
  - 化粧なんて似合わない（編曲）
  - Heart & Hard 〜時には強く時には優しく〜（編曲）
  - ひとりぼっちのクリスマスソング（編曲）
  - 涙を海に返したい（編曲）
  - 恋は行方不明（編曲）
  - Summer Beach（編曲）
  - 夏の幻影（編曲）

か行
- 角松敏生
  - ALL IS VANITY（角松敏生と共同プロデュース）
    - DISTANCE（ストリングス編曲）

  - TEARS BALLAD
    - THE LOST LOVE（ストリングス編曲）
    - YOU'RE MY ONLY SHININ' STAR（ストリングス編曲）
    - DISTANCE（ストリングス編曲）

  - あるがままに
    - 君を二度とはなさない（ストリングス編曲）
    - せめて無事な夜を（ストリングス編曲）
    - 君がやりたかったSCUBA DIVING（ストリングス編曲）
    - あるがままに（ストリングス編曲）

  - The gentle sex
    - 花瓶 〜Album Version〜（ストリングス編曲）

  - YOKOHAMA Twilight Time 〜20th Anniversary version〜（ストリングス編曲）
  - Summer 4 Rhythm
    - Last Flight (album version)（ストリングス編曲）

  - Players Presents TOSHIKI KADOMATSU Ballad Collection
    - You're My Only Shinin' Star（プロデュース・編曲）
    - WHAT IS WOMAN（「MAOCHICA」名義で友成好宏と共同プロデュース・編曲）

  - THE MOMENT
    - I SEE THE LIGHT 〜輝く未来〜（オーケストラ編曲）

  - EARPLAY 〜REBIRTH 2〜（角松敏生と共同プロデュース）
    - Cryin' All Night（角松敏生と共同編曲）
    - Can't Hide Love（角松敏生と共同編曲）
- 河合その子
  - アネモネの記憶（編曲）
  - さよならの嘘（編曲）
  - 刹那で踊りたい（編曲）
  - 夜明けをほどいて（編曲）
- 河合奈保子
  - Harbour Light Memories（編曲）
- KAN
  - 野球選手が夢だった。
    - 健全 安全 好青年（KANと共同編曲）
    - 愛は勝つ（KANと共同編曲）
    - 恋する二人の834km（KANと共同編曲）
    - けやき通りがいろづく頃（KANと共同編曲）
    - 千歳（KANと共同編曲）
    - Happy Birthday（KANと共同編曲）
    - ぼくたちのEaster（KANと共同編曲）
    - 1989 (A Ballade of Bobby & Olivia)（KANと共同編曲）

  - ゆっくり風呂につかりたい（全曲・KANと共同編曲）
    - イン・ザ・ネイム・オブ・ラヴ（KANと共同編曲）
    - ときどき雲と話をしよう（KANと共同編曲）
    - プロポーズ（KANと共同編曲）

  - めずらしい人生
    - 恋する気持ち（KANと共同編曲）
    - こっぱみじかい恋（KANと共同編曲）
    - めずらしい人生（KANと共同編曲）

  - 言えずのI LOVE YOU（ストリングス編曲）
    - Day by Day（KANと共同編曲）

  - TOKYOMAN（全曲・KANと共同編曲）
    - 死ぬまで君を離さない（KANと共同編曲）
    - 丸いお尻が許せない（KANと共同編曲）
      - Long Vacation（KANと共同編曲）

    - まゆみ（KANと共同編曲）

  - 弱い男の固い意志（全曲・KANと共同編曲）
    - いつもまじめに君のこと（KANと共同編曲）
      - はやくふってくれ（KANと共同編曲）

  - 東雲（全曲・KANと共同編曲）
    - Sunshine of my heart（KANと共同編曲）
      - 君たちはうまく行く（KANと共同編曲）

    - すべての悲しみにさよならするために（KANと共同編曲）
      - ライバル（KANと共同編曲）

    - 東京に来い（KANと共同編曲）

  - MAN
    - MAN（KANと共同編曲）
    - 8 days A week（KANと共同編曲）
    - 夏は二の腕発情期（KANと共同編曲）
    - 今度君に会ったら（KANと共同編曲）
    - DISCO 80's（KANと共同編曲）
    - ひざまくら〜うれしい こりゃいい やわらかい〜
    - Autumn Song（KANと共同編曲）
    - Mr. Moonlight（KANと共同編曲）
    - 指輪（KANと共同編曲）

  - TIGERSONGWRITER
    - Songwriter（KANと共同編曲）
    - ドラ・ドラ・ドライブ大作戦（KANと共同編曲）
    - サンクト・ペテルブルグ -ダジャレ男の悲しきひとり旅-（KANと共同編曲）
    - 長ぐつ（KANと共同編曲）
    - SAIGON（KANと共同編曲）
    - 月海（KANと共同編曲）
    - Song of Love -君こそ我が行くべき人生-（英語版）（KANと共同編曲）
    - 君を待つ（KANと共同編曲）

  - KREMLINMAN（KANと共同編曲）
    - 英語でゴメン（KANと共同編曲）
    - Happy Time Happy Song（KANと共同編曲）
    - ロック試練の恋（KANと共同編曲）
    - Rock'n Soul in Yellow（KANと共同編曲）
    - 50年後も（KANと共同編曲）
    - WHITE LINE〜指定場所一時不停止〜（KANと共同編曲）
    - 紅のうた（KANと共同編曲）

  - 遥かなるまわり道の向こうで
    - カレーライス（KANと共同編曲）
    - 世界でいちばん好きな人（KANと共同編曲）
      - チェリー（KANと共同編曲）※スピッツのカバー

    - 小さき花のテレジア（KANと共同編曲）
    - アイ・ラブ・ユー（version：CJP）
- 金牧麗
  - 風の詩を聞きながら（編曲）

さ行
- 沢田研二
  - alone（編曲）
  - SOMEBODY'S CRYIN'（編曲）
  - 月明かりなら眩しすぎない（編曲）
  - ZA ZA ZA（編曲）
  - さよならを待たせて（編曲）
  - 嘆きの天使（編曲）
- SHOWTA.
  - 願い星（編曲）
- 少女隊
  - 3 to 1 〜夏の冒険者〜（編曲）
  - 真夏の恋人（編曲）
  - ESCAPE A.M.3:00（編曲）
  - BABY'S ROCK（編曲）
  - UNTOUCHABLE（編曲）
  - もっとチャールストン（編曲）
  - 夏のパスポート（編曲）
  - 異国の神話（編曲）
  - 君の瞳に恋してる（編曲）
  - JOHNNY ANGEL（編曲）
  - ぼくら少女探偵団 〜乗り逃げ犯人をつかまえろ〜（編曲）
  - BLACK IS BLACK（編曲）
  - デイドリーム・ビリーバー 〜5時間目の英語は嫌い〜（編曲）
  - I'LL BE THERE（編曲）
  - フェアリー・ブルー（編曲）
  - MERRY CHRISTMAS IN THE KISS（編曲）
  - OK! IT'S GOOD（編曲）
  - DON'T WORRY（編曲）
  - ANNIVERSARY（編曲）
  - 仲間はずれだね（編曲）
  - LAST RAINY SONG（編曲）
- 少年隊
  - Knock my Soul（編曲）
- 鈴木早智子
  - あなたへの想い（編曲）
- 杉山清貴
  - 風の一秒（編曲）
  - Nov.Storm 〜今年最後に来るハリケーン〜（編曲）
  - LOVE IS YOU（編曲）
  - かわるさ（編曲）
  - 夏服　最後の日（編曲）
  - LIVIN'IN A PARADISE（編曲）

た行
- 高田純次
  - パパのうた（編曲）
- 高田祐子
  - おふろのうた（編曲）
- 立花理佐
  - ライバル（編曲）
- 谷村有美
  - 元気だしてよ（編曲）
- 髙橋真梨子
  - 淡き恋人（編曲）
  - 目を見て語れ 恋人たちよ（編曲）
  - not so bad（編曲）
- 田山真美子
  - 夜に眠る魚のように（編曲）
  - 向こう側のプライヴァシィ（編曲）
  - あれが最後のコスモス日和（編曲）
- 峠恵子
  - You're Everything（編曲）
- 鳳山えり
  - I DON'T WANT T WAIT（編曲）

な行
- 中島みゆき
  - ララバイSINGER（中島みゆき・瀬尾一三と共同編曲）
  - ボディ・トーク（瀬尾一三と共同編曲）
  - 愛が私に命ずること（瀬尾一三と共同編曲）
  - NOW（瀬尾一三と共同編曲）
  - 海に絵を描く（瀬尾一三と共同編曲）
  - 雪傘（瀬尾一三と共同編曲）
  - リラの花咲く頃（瀬尾一三と共同編曲）
  - 倒木の敗者復活戦（瀬尾一三と共同編曲）
  - 産声（瀬尾一三と共同編曲）
  - India Goose（瀬尾一三と共同編曲）
  - 36時間（瀬尾一三と共同編曲）
  - 氷中花 (ひょうちゅうか)（瀬尾一三と共同編曲）
  - 霙(みぞれ)の音(おと)（瀬尾一三と共同編曲）
- 七海るちあ（中田あすみ）
  - 大事な宝箱
- 七海るちあ（中田あすみ）、宝生波音（寺門仁美）、洞院リナ（浅野まゆみ）
  - 愛の温度℃
- 中原めいこ
  - こわれたピアノ（編曲）
  - DESTINATION（編曲）
  - GIMME, GIMME MOTIONS（編曲）
  - 極楽鳥のテーマ（編曲）
  - SO SHINE（編曲）
  - WE WERE IN L.A.（編曲）
  - NUMBER 1（編曲）
  - こわれたピアノ（編曲）
  - LONELY WOMEN（編曲）
  - ロ・ロ・ロ・ロシアン・ルーレット (LP Version)（編曲）
  - NEW YORKでサルサ（編曲）
  - PASSION（編曲）
  - 今夜だけDance・Dance・Dance (Ethnic Version)（編曲）
- 中森明菜
  - ジプシー・クイーン（編曲）
  - 処女伝説（編曲）
- 中山美穂
  - Endless My First Love（編曲）
  - Stardust Lovers（編曲）
  - Island Blue（編曲）
  - Split Love（編曲）
- 西田敏行
  - とりあえずは元気で行こうぜ（編曲）

は行
- 浜崎あゆみ
  - JEWEL（編曲）
  - LOVE〜Destiny〜（編曲）
  - untitled 〜for her〜（編曲）
  - Sweet Season（編曲）
- 林原めぐみ
  - 〜それから〜（編曲）
  - ふたりぐらし（編曲）
  - inner heart（編曲）
- 平原綾香
  - 明日（編曲）
  - Precious Time（編曲）
  - あなたの腕の中で（編曲）
  - Get busy -Instrumental（編曲）
  - 蘇州夜曲（編曲）
  - Any more（編曲）
  - Skool for AH（編曲）
  - BLESSING 祝福（編曲）
  - BLESSING 祝福〜Album Mix〜（編曲）
  - i（編曲）
  - 歌う風（編曲）
  - 君といる時間の中で（作曲・編曲）
- V6
  - IN THE WIND（編曲）
- ブスっ子くらぶ
  - 女の子は顔じゃない（編曲）
- 堀江由衣
  - Love Destiny（編曲）
  - Pure（編曲）
  - 月の気球（編曲）
  - どんなことだって（編曲）
  - So depecher（編曲）

ま行
- 松田聖子
  - 涙がただこぼれるだけ（編曲）
  - あなたのいない日々（編曲）
- 松本伊代
  - 恋のKNOW-HOW（編曲）
  - シャイネスボーイ（編曲）
  - 流れ星が好き（編曲）
- 水谷麻里
  - 風になりたい（編曲）
  - なかよしNo.1（編曲）
  - ウ・ラ・ラ亡命（編曲）
  - 愛こがれる 50's（編曲）
  - I Still Love You（編曲）
- MILLEA
  - 虹色のアーチ（編曲）
- 村井亜紀 with NOBU-SONS
  - FORZA SANFRECCE（作曲）
- 森川美穂
  - おんなになあれ（編曲）
  - ひとりぼっちのセレモニー（編曲）
  - 午後のシート（編曲）
  - 泣いて！タイフーン（編曲）
  - フルフェイスとSummer Days（編曲）
  - 8番目のパートナー（編曲）
  - LONG GOOD-BYE LONG（編曲）
  - Splash Blue（編曲）
  - Mambo Soleil（編曲）
  - Summer Sweet Pain（編曲）
  - スタンダード（編曲）
  - 1/2のフォトグラフ（編曲）
  - 風の囁き（編曲）
  - 心の行方 -I Believe-（編曲）
  - Truth -本気ならね（編曲）

や行
- やまだかつてないWink
  - さよならだけどさよならじゃない（編曲）
- 山本譲二
  - ワッショイまつりっこ（編曲）
- 結城梨沙
  - ピュアストーン（編曲）
  - Push!（編曲）
- 横山輝一
  - Status （編曲）
  - CLOSING TIME （編曲）
  - HEARTBREAK SURRENDER （編曲）
- 芳本美代子
  - 恋するブランニュー・デー（編曲）
  - 海（編曲）
  - 愛しのバカヤロー（作曲・編曲）

ら行
わ行
- 和田青児
  - Happy Version（編曲）

## ドラマ音楽
- セミダブル（1999年）
- ヤマダ一家の辛抱（1999年）

## アニメ音楽
- HARELUYA II BØY（1997年）
- BOYS BE…（2000年）